# Quesnoy-sur-Deûle
Quesnoy-sur-Deûle (Nederlands: Kiezenet-aan-de-Deule) is een gemeente in het Franse Noorderdepartement (Frans: département du Nord) (regio Hauts-de-France). De plaats maakt deel uit van het arrondissement Rijsel en ligt aan de rivier de Deule. Quesnoy-sur-Deûle telde op 1 januari 2022 6.863 inwoners.

## Geschiedenis
Quesnoy werd voor het eerst vermeld in 1132, als Caisnoit en in 1442 als Kessenet, de Vlaamse naam.
In een ver verleden had het dorp ook een Vlaamsklinkende naam; De Mercatorkaart van 1540 vermeldt Kiesenet.
In 1143 werden het patronaatsrecht van de parochiekerk toegekend aan het Sint-Pieterskapittel van Rijsel. In 1230 werden de heren van Quesnoy nog genoemd in de stichtingsacte van de Abdij van Marquette.
Na de familie de Quesnoy kam de heerlijkheid eind 14e eeuw in bezit van de Graven van Vlaanderen, welke het in 1425 aan het Sint-Pieterskapittel te Rijsel schonken, in 1429 aan Guy Guillebaut, in 1446 aan de familie d'Oignies, in 1572 aan de Mailly en in 1768 aan Croÿ.
In 1579 werden kasteel en kerk in brand gestoken. Herhaaldelijk vonden plunderingen plaats door Franse troepen.
Voorspoed werd verkregen door de scheepvaart over de Deule. Tijdens de Eerste Wereldoorlog echter, werd de stad voor 95% verwoest.
De industrie had betrekking op vlasverwerking, spinnerijen en weverijen, stokerijen en dergelijke.
Tegenwoordig behoort Quesnoy-sur-Deûle tot de agglomeratie van Rijsel.

## Bezienswaardigheden
- De Sint-Michielskerk (Église Saint-Michel) werd na de vernietiging in de Eerste Wereldoorlog heropgebouwd vanaf 1930. In 1933 werd de kerk ingewijd.
- Het Stadhuis van Quesnoy-sur-Deûle is van 1928 en werd in Vlaamse neostijl gebouwd. In de hal vindt men een maquette van het voormalige kasteel.
- Het Deutscher Soldatenfriedhof Quesnoy-sur-Deûle, een Duitse militaire begraafplaats uit de Eerste Wereldoorlog, waar bijna 2000 gesneuvelden begraven zijn.
- Op de gemeentelijke Begraafplaats van Quesnoy-sur-Deûle bevinden zich ook nog negen Britse oorlogsgraven uit beide wereldoorlogen.

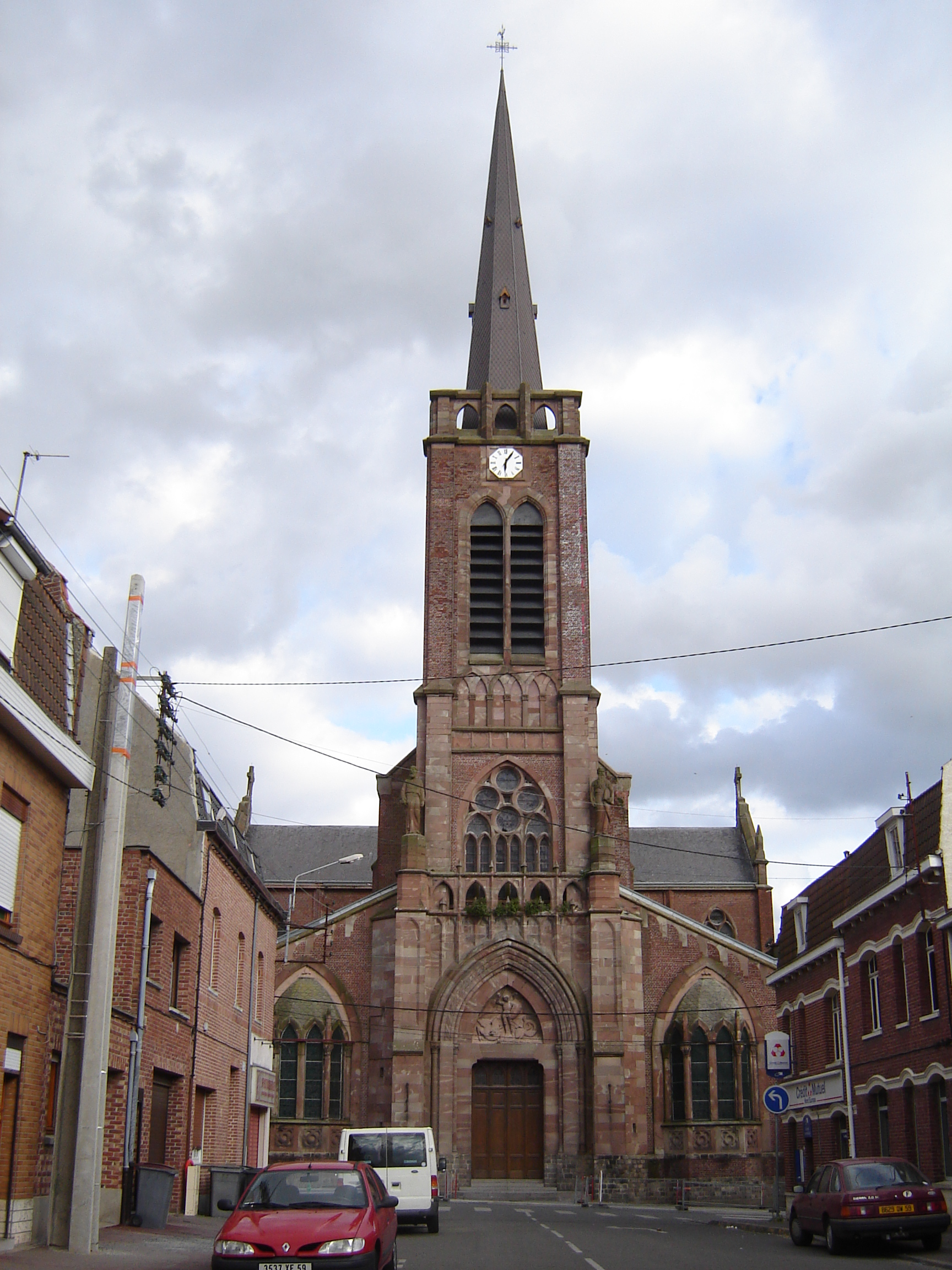
Église Saint-Michel

## Geografie
De oppervlakte van Quesnoy-sur-Deûle bedroeg op 1 januari 2022 14,36 vierkante kilometer; de bevolkingsdichtheid was toen 477,9 inwoners per km². Quesnoy ligt aan de gekanaliseerde Deule op een hoogte van ongeveer 23 meter. Langs de Deule bevindt zich een fietsroute.

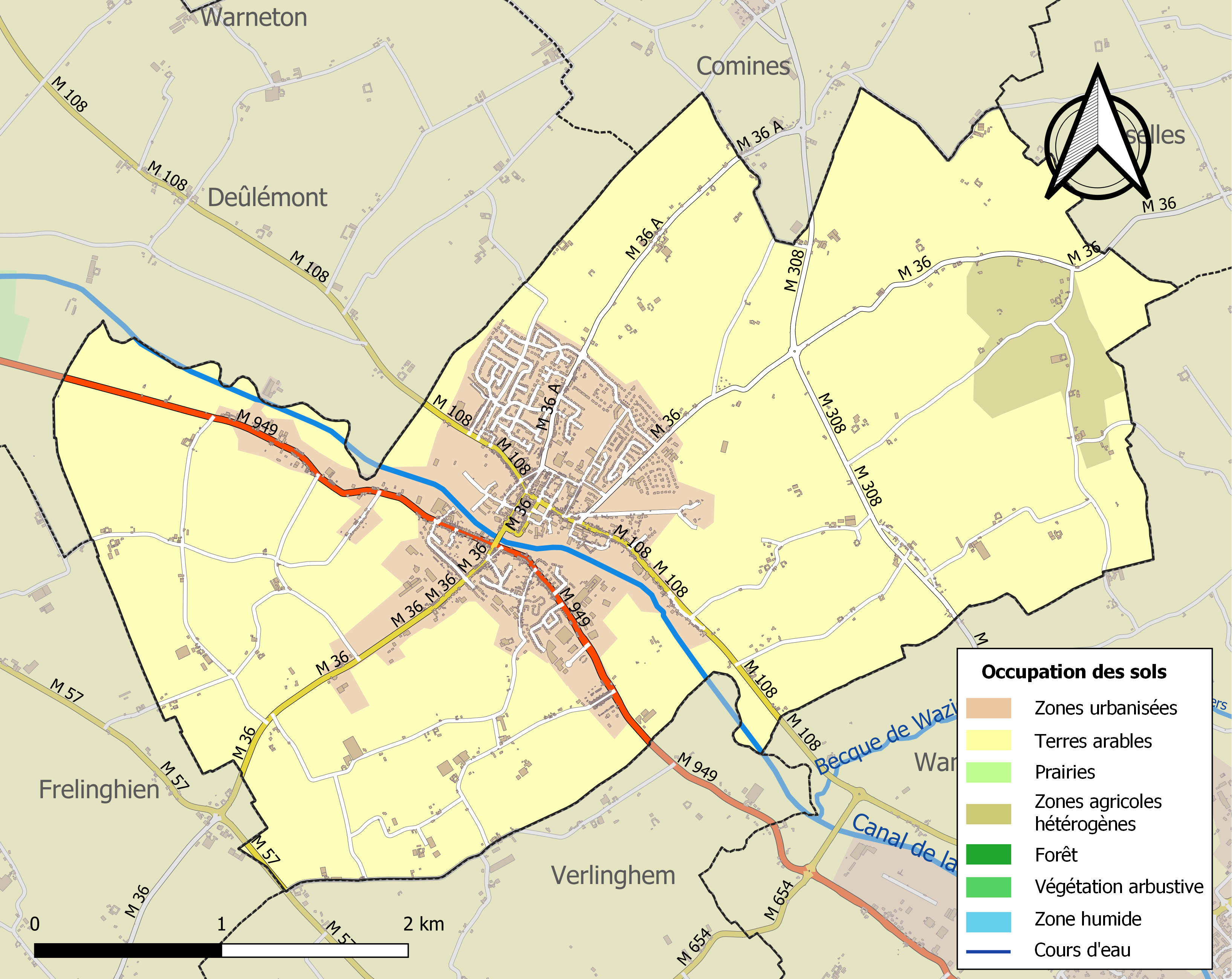
Kaart van de gemeente met belangrijkste infrastructuur, bodemgebruik en omliggende gemeenten

## Verkeer en vervoer
In de gemeente ligt spoorwegstation Quesnoy-sur-Deûle.

## Demografie
Onderstaande figuur toont het verloop van het inwonertal (bron: INSEE-tellingen).

## Nabijgelegen kernen
Deûlémont, Verlinghem, Wambrechies, Linselles, Waasten